# میثم مروستی
میثم مروستی (زادهٔ ۱۵ دی ۱۳۶۰) موسیقی‌دان، نوازنده، آهنگساز و خواننده اهل ایران است.

## زندگی‌نامه
میثم مروستی ۱۵ دی ۱۳۶۰ در تهران متولد شد. وی از کودکی با تشویق خانواده به موسیقی روی آورد. در سن ۵ سالگی فراگیری ساز تمبک را نزد کامیار محبت آغاز نمود و از مکتب امیرناصر افتتاح و ناصر فرهنگ‌فر بهره برد. ۱۰ ساله بود که در جشنواره فجر ۱۳۷۰ جایزه بهترین نوازنده را در بخش رقابتی ساز تمبک دریافت کرد. در آن هنگام به آموختن ساز پیانو نزد «آرمیک سرکیسیان» و آشنایی با سازهای الکترونیک مشغول شد. در سال ۱۳۷۱ با راهنمایی پدرش، فراگیری موسیقی ایرانی را با سازهای تار و سه‌تار آغاز کرد. او سه‌تار را نزد «مجید واصفی» آموخت و در ادامه نواختن سازهایی نظیر سنتور، نی و کمانچه را آغاز کرد.
در سال ۱۳۷۲ به آموختن ویلن ایرانی نزد کامران داروغه در کلاس‌های آزاد هنرستان موسیقی ملی پرداخت. پس از ۲ سال با اتمام ردیف ابوالحسن صبا و به توصیه استادش یادگیری ویلن کلاسیک را نزد «علی رئیس‌فرشید» و «امیرحسین زندیان» آغاز کرد. او پس از مدتی همکاری خود را با ارکستر جوانان پارس به رهبری ناصر نظر به عنوان کنسرت‌مایستر شروع کرد. در آن زمان از تعلیمات والودیا تارخانیان در زمینه نوازندگی ویلن و ویولا بهره گرفت. در سال ۱۳۷۵ همزمان با آموزش ویلن نزد والودیا تارخانیان به فراگیری تئوری موسیقی، هارمونی و سپس آهنگسازی نزد علیرضا مشایخی روی آورد. در آن زمان به درخواست ناصر نظر، «گروه سنتی پارس» را تشکیل داد و به صورت پاره وقت، مشغول تدریس سازهای ایرانی از جمله تار و سه‌تار شد.
در سال ۱۳۷۶ در کلاس‌های آواز نصرالله ناصح‌پور حضور یافت و به فراگیری ردیف عبدالله دوامی و تصنیف خوانی پرداخت. در سال ۱۳۷۹ تحصیلات دانشگاهی خود را در رشتهٔ موسیقی دانشگاه تهران آغاز کرد. او نوازندگی ساز نی را نزد استادانی نظیر جمشید عندلیبی، محمدعلی حدادیان و عبدالنقی افشارنیا فراگرفت. پس از دریافت مدرک کارشناسی موسیقی، تحصیلات خود را تا مقطع کارشناسی ارشد آهنگسازی و نوازندگی در دانشگاه هنر تهران ادامه داد و از آموزش‌های هنرمندانی همچون: مصطفی کمال پورتراب، وارطان ساهاکیان، ابراهیم لطفی، شریف لطفی، آذین موحد، ساسان فاطمی و … بهره برد و در سال ۱۳۸۵ فارغ‌التحصیل شد.

## فعالیت‌های هنری
برخی از فعالیت‌های هنری میثم مروستی عبارتند از:
سرپرست ارکستر کنسرت محمد اصفهانی تالار وزارت کشور، عضویت در «ارکستر جوانان پارس» به عنوان کنسرت مایستر، عضویت در ارکستر مجلسی نیاوران، نوازندگی در کنسرت خوانندگانی نظیر: شهرام ناظری، محمد اصفهانی، احسان خواجه امیری، رضا صادقی، محسن یگانه، سیروان خسروی، همایون شجریان و …، برگزاری کارگاه آموزشی «نوازندگی استودیویی»، مدیریت و برگزاری «نخستین جشن ویولن ایران»، اعلام فراخوان و برگزاری مسابقه خوانندگی و نوازندگی به مناسبت «روز جهانی مولانا»، آهنگسازی، خوانندگی و انتشار آلبوم موسیقی لحظه‌های بی‌هوا (۱۳۹۱)، سرپرستی و خوانندگی در گروه موسیقی سنتی «مینیاتور»، نوازندگی در کنسرت‌های «شهر خاموش» کیهان کلهر به همراه کوارتت «مینیاتور» فروردین ۱۳۹۸

## جوایز
- کسب مقام اول و لوح تقدیر از جشنواره موسیقی فجر (۱۳۷۰)[۱۹]
- کسب عنوان بهترین نوازنده از اولین جشنواره موسیقی ما (۱۳۹۲)[۲۰]